# Каменка (Сисертський міський округ)
Ка́менка (рос. Каменка) — селище у складі Сисертського міського округу Свердловської області.
Населення — 587 осіб (2010, 631 у 2002).
Національний склад населення станом на 2002 рік: росіяни — 92 %.